# Candy Man/I Wish I Could Dance
Candy Man/I Wish I Could Dance è l'ottavo singolo dei Brian Poole & The Tremeloes, pubblicato nel Regno Unito nel 1964.

## Tracce
Lato A
1. Candy Man – 2:20 (Beverly Ross, Fred Neil)

Lato B
1. I Wish I Could Dance – 2:10 (Joseph Mulhall, Bill Edwards, Steve Benson, John Jeeves, Mike Collier)